# Coenosia sanguenguei
Coenosia sanguenguei este o specie de muște din genul Coenosia, familia Muscidae, descrisă de Zielke în anul 1971.
Este endemică în Angola. Conform Catalogue of Life specia Coenosia sanguenguei nu are subspecii cunoscute.